# Bitka pri Summerfieldu
Bitka pri Summerfieldu je bil spopad na območju, ki je danes Summerfield, Severna Karolina, v današnjem severnem okrožju Guilford, med patriotskimi silami pod poveljstvom polkovnika Henryja Leeja III in britanskimi silami Banastra Tarletona 12. februarja 1781. En mesec pred bitko pri Guilford Courthousu sta se vojski polkovnika Otha Williamsa in polkovnika Henryja Leeja ustavili na večerji v domu patriotskega podpornika Charlesa Brucea. Medtem, ko so bili utaborjeni v Bruceovem domu, se je pojavil kmet in podpornik patriotske stvari, Isaac Wright, da bi obvestil vojake, da je skupina britanskih dragoncev na pohodu in ni daleč od njihove lokacije. Polkovnik Otho Williams je Leeju naročil, naj razišče to ugotovitev. Lee je poslal oddelek svojih mož pod poveljstvom kapitana Jamesa Armstronga, da mu sledijo in preverijo ali lahko potrdijo Wrightovo poročilo.
Wrightov konj ni bil v stanju, da bi se vrnil na lokacijo zaradi izčrpanosti po jahanju z največjo hitrostjo, zato je Lee ponudil konja svojega trobentača, 14-letnega Jamesa Gillisa. Gillis se je bal, da ne bo več videl svojega konja in se je odločil slediti kmetovi skupini. Ekspedicijska skupina je po nesreči presenetila Britance in se vrnila, da bi opozorila Leeja in se pripravila na bitko, ki je prihajala. Dragonci pod poveljstvom Banastra Tarletona so zasledovali umikajoče se patriote in Gillisa je prehitela hitrejša konjenica. Polkovnik Lee je svojim možem ukazal, naj se vrnejo in rešijo Gillisa. Prišli so ravno takrat, ko so neoboroženega Gillisa neusmiljeno pobijali Tarletonovi dragonci, medtem ko je prosil za milost. Leejeve čete, razjarjene ob pričanju neusmiljenega trpljenja, so se spopadle s Tarletonovimi možmi in takoj ubile sedem njegovih dragoncev. Več Tarletonove konjenice je prispelo, ko se je boj stopnjeval. Stotnik Cornet Miller je prispel z okrepitvami v spopad in utrpel trinajst dodatnih žrtev. Ker je videl, da bitka izgublja naklonjenost Britancev, je Stotnik Miller poskušal pobegniti z območja, vendar ga je ujel poročnik Stephen Lewis skupaj s tremi svojimi možmi.
Lee mu je podal pero in list papirja ter Millerju rekel, naj zapiše svoje zadnje besede svojim ljubljenim, saj je Millerja smatral odgovornega za smrt mladega Gillisa. Ravno, ko naj bi Millerja usmrtili, so nedaleč stran opazili vojsko lorda Cornwallisa. Podpolkovnik Lee ni bil v stanju, da bi se spopadel s Cornwallisom in ni imel druge izbire, kot da se vrne v tabor polkovnika Otha Williamsa. Stotnik Miller, ki se je izognil smrti, je bil pospremljen k generalmajorju Nathanaelu Greenu kot vojni ujetnik.
Danes sta dva spomenika posvečena žrtvovanju Jamesa Gillisa. Eden je bil postavljen v nacionalnem vojaškem parku Guilford Courthouse, drugi pa na dejanskem mestu njegove smrti, pa tudi državna zgodovinska tabla v mestu Summerfield.